# آنتساهالاوا
آنتساهالاوا (به لاتین: Antsahalava) یک منطقهٔ مسکونی در ماداگاسکار است که در ناحیه آنتانیفوتسی واقع شده‌است. آنتساهالاوا ۲۹٬۵۵۶ نفر جمعیت دارد و ۱٬۵۷۸ متر بالاتر از سطح دریا واقع شده‌است.